# Pteropus hypomelanus
La volpe volante variabile (Pteropus hypomelanus Temminck
, 1853) è un pipistrello appartenente alla famiglia degli Pteropodidi, diffuso in diverse isole dell'Indocina, dell'Indonesia, delle Filippine e di Papua Nuova Guinea.

## Descrizione

### Dimensioni
Pipistrello di medio-grandi dimensioni, con lunghezza dell'avambraccio tra 120 e 153 mm, la lunghezza della testa e del corpo tra 145 e 252 mm, la lunghezza del piede tra 39 e 55 mm, la lunghezza delle orecchie tra 28 e 32 mm e un peso fino a 530 g.

### Aspetto
La pelliccia è corta e schiacciata sulla schiena. Il colore generale del corpo varia notevolmente sia tra le sottospecie che tra individui della stessa razza. Sono presenti fasi chiare, scure ed intermedie. Comunque la colorazione tende a schiarirsi gradualmente passando dalle forme più occidentali a quelle più orientali. Il colore delle parti dorsali varia dal nerastro al marrone scuro, le parti ventrali dal nerastro al giallo crema. Le spalle sono generalmente più chiare del dorso e variano dal giallo ocra al nero-brunastro. In alcune forme la schiena è grigio argentata. Talvolta l'area intorno agli occhi è grigiastra. Il muso è lungo ed affusolato, gli occhi sono grandi. Le orecchie sono larghe, ovali e con una leggera concavità sul bordo posteriore appena sotto l'estremità arrotondata. Le membrane alari sono attaccate sul dorso nella regione lombare. La tibia è priva di peli. È privo di coda, mentre l'uropatagio è ridotto ad una sottile membrana lungo la parte interna degli arti inferiori. P.h. cagayanus è la sottospecie più grande, mentre la più piccola è P.h. luteus. Il cariotipo è 2n=38 FN=72.

## Biologia

### Comportamento
Si rifugia sugli alberi sia singolarmente che in colonie formate da 10 fino a circa 5.000 individui. Generalmente tali colonie sono formate da diversi gruppi familiari. Preferisce le piccole isole lungo la costa, ma raggiunge la terraferma o le isole più grandi per cibarsi sia di frutta selvatica che coltivata.

### Alimentazione
Si nutre di infiorescenze della palma da cocco e frutti del Mango, Chico e di specie native di Ficus.

### Riproduzione
Le femmine danno alla luce un piccolo alla volta tra aprile e maggio. L'allattamento dura per tre mesi, e la maturità sessuale viene raggiunta dopo un anno di vita. L'aspettativa di vita in cattività è di 9 anni.

## Distribuzione e habitat
Questa specie è diffusa in diverse isole dell'Oceano Indiano, lungo le coste dell'Indocina in Indonesia, nelle Filippine e nell'Ecozona australasiana fino all'arcipelago di Bismarck.
Vive nelle foreste sia primarie che secondarie, frutteti, piantagioni e palmeti fino a 100 metri di altitudine. Nelle Filippine può arrivare anche a 900 metri.

## Tassonomia
In accordo alla suddivisione del genere Pteropus effettuata da Andersen, P. hypomelanus è stato inserito nello  P. hypomelanus species Group, insieme a P. brunneus, P. faunulus, P. griseus, P. admiralitatum, P. ornatus, P. dasymallus, P. speciosus e P. subniger. Tale appartenenza si basa sulle caratteristiche di avere il cranio tipicamente pteropino e sulla presenza di un ripiano basale nei premolari.
Sono state riconosciute 16 sottospecie, delle quali almeno una dubbia:
- P.h. hypomelanus: Isole Molucche settentrionali: Bacan, Halmahera, Ternate, Tidore, Moti, Kayoa;
- P.h. annectens (Andersen, 1908): Isole Natuna meridionali: Subi Besar, Serasan, Pulau Panjang e Bunguran;
- P.h. cagayanus (Mearns, 1905): Isole Filippine: Apo, Cagayan Sulu, Caluya, Camiguin, Camotes, Cebu, Cuyo, Dinagat, Gigante, Guimaras, Jolo, Leyte, Luzon, Mactan, Marindique, Maripipi, Mindanao, Negros, Panay, Polillo, Pulo, Romblon, Sabtang, Samar, Siargao, Sibuyan, Sicogon, Silinog, Siquijor, Surigao, Tablas;
- P.h. canus (Andersen, 1908): Isole Natuna settentrionali: Pulau Panjang, Pulau Pandak, Pulau Laut;
- P.h.condorensis (Peters, 1869): Isole lungo la costa meridionale del Vietnam: Côn Đảo, Hon Khoai e probabilmente Phu-Quoc; Koh Bong nella Baia di Kampong Saom, lungo la costa meridionale della Cambogia; isole lungo la costa orientale della Thailandia: Koh Samui, Ko Phangan, Ko Samet, Ko Chang, Ko Nom Sao, Ko Kram, Ko Tan, Ko Mak, Ko Rang;
- P.h. enganus (Miller, 1906): Isole Mentawai: Enggano, Nias, Siberut, Sipora;
- P.h. fretensis (Kloss, 1916): Pulau Jarak e Pulau Berhala, nello stretto di Malacca;
- P.h. geminorum (Miller, 1903): Myeik[6]; Arcipelago di Mergui: Malcolm, Sir John Hayes, Barwell, Gregory Group, South Twin; isole lungo la costa occidentale della Thailandia e della Penisola malese: Ko Muk, Ko Ngai, Ko Huyong, Langkawi, Ko Yao Yai, Ko Tao, Isole Andamane: Baratang, Neil Island, Karmatang, Ross Island, Port Blair, Oralkatcha, Nayadera, Kadamthala, Rafter’s Creek, Badurnala, Mayabunder e Interview Island[7];
- P.h. lepidus (Miller, 1900): Isole lungo la costa orientale della Penisola malese: Isole Perhentian, Pulau Bidong[8], Pulau Aor, Pulau Tinggi, Pulau Tioman, Redang, Pulau Pemanggil, Pulau Lang Tengah, Pulau Kapas; Isole Tambelan: Tambelan Besar, Kaju Ara; Isole Ananbas: Jimaja;
- P.h. luteus (Andersen, 1908): Costa nord-orientale della Nuova Guinea; Koil, Bagabag, Karkar, Manam, Itoh, Sideia; Isole Trobriand: Alcester, Kiriwina; Hull, Woodlark; Isole Louisiade: Itamarina, Misima, Tagula; Isole di D'Entrecasteaux: Normanby, Fergusson, Goodenough; Arcipelago di Bismarck: Long, Umboi, Nuova Britannia, Isola del Duca di York;
- P.h. macassaricus (Heude, 1896) Sulawesi; Peleng; Isole Tukangbesi: Pulau Hoga; Isole Sangihe: Sangihe, Siau, Tagulandang; Isole Talaud: Karakelong;
- P.h. robinsoni (Andersen, 1909): Pulau Pangkor, Isole Sembilan: Pulau Lalang e Pulau Rumbia, nello stretto di Malacca;
- P.h. satyrus (Andersen, 1908): Isole Andamane: Narcondam, Barren[9];
- P.h. simalurus (Thomas, 1923): Simeulue;
- P.h. tomesi (Peters, 1868): Isole lungo le coste del Borneo: Pulau Setang Besar e Pulau Talang[10], Labuan, Lambucan, Mantanani, Mengalun, North Mangsee, Pulau Ereban, Pulau Bilang Bilangan, Pulau Maratua, Pulau Balikkukup, Pulau Derawan; Sibutu; Isole TawiTawi: Tandubas, Laum Secubun, Sanga-Sanga.
- P.h. maris (Allen, 1936), di cui è conosciuto soltanto un esemplare catturato sull'atollo di Addu nelle Maldive nel 1936. Potrebbe trattarsi di un individuo immaturo di P.giganteus.

Gli individui di Madura e di Pulau Panjang, lungo le coste occidentali di Giava, non sono stati ancora identificati con nessuna sottospecie.
Altre specie simpatriche dello stesso genere: P. lylei, P. vampyrus, P. melanotus, P. pumilus, P. griseus, P. alecto, P. caniceps, P. personatus e P. conspicillatus.

## Conservazione
La lista rossa IUCN, considerato il fatto che è molto abbondante, classifica P. hypomelanus come specie a rischio minimo (Least Concern)).

La Convenzione sul commercio internazionale delle specie minacciate di estinzione ha inserito questa specie nell'appendice II.